# La Roche-en-Ardenne
La Roche-en-Ardenne är en kommun i Belgien.   Den ligger i provinsen Luxemburg och regionen Vallonien, i den sydöstra delen av landet, 120 km sydost om huvudstaden Bryssel. Antalet invånare är 4 319.
I omgivningarna runt La Roche-en-Ardenne växer i huvudsak blandskog. Runt La Roche-en-Ardenne är det ganska glesbefolkat, med 28 invånare per kvadratkilometer.